# 白身臂燈魚
白身臂燈魚（学名：Stenobrachius leucopsarus）为輻鰭魚綱燈籠魚目灯笼鱼科白身臂燈鱼属的其中一種。分布於北太平洋海域，為深海魚類，棲息深度0-3400公尺，體長可達13公分。

## 外部連結
- 白身臂燈鱼的圖片 （页面存档备份，存于）